# Vuelta a Andalucía 1973
La 20ª edición de la Vuelta a Andalucía se disputó entre el 11 y el 17 de febrero de 1973 con un recorrido de 728,00 km dividido en un prólogo y 6 etapas, con inicio en y final en Málaga. 
El vencedor, el  belga Georges Pintens, cubrió la prueba a una velocidad media de 38,076 km/h. La clasificación de la regularidad fue para el también belga Rik Van Linden, mientras que en la clasificación de la montaña y en la de metas volantes se impusieron respectivamente los corredores  españoles Domingo Perurena y José Moreno.

## Etapas
| Etapa   | Fecha         | Recorrido         | Km | Ganador de la etapa        |
| Prólogo | 11 de febrero | Málaga - Málaga   |    | Rik Van Linden             |
| 1ª      | 12 de febrero | Málaga - Granada  |    | Rik Van Linden             |
| 2ª      | 13 de febrero | Granada - Córdoba |    | Georges Pintens            |
| 3ª      | 14 de febrero | Córdoba - Sevilla |    | Francisco Javier Elorriaga |
| 4ª      | 15 de febrero | Sevilla - Ronda   |    | Rik Van Linden             |
| 5ª      | 16 de febrero | Ronda - Málaga    |    | Walter Godefroot           |
| 6ª      | 17 de febrero | La Línea - Málaga |    | Rik Van Linden             |